# Mirko Dermelj
Mirko Dermelj, slovenski kemik in alpinist, * 2. december 1914, Ljubljana, † 8. oktober 2018, Švica.
Imel je brata in dva otroka. Njegov oče Mirko Dermelj (1887-1970) je bil, tako kot ded Karol po poklicu učitelj, vendar so bile za tedanji čas značilne premestitve, zato so se preselili v Ljubljano, kjer je oče postal zaslužen ravnatelj zavoda za gluhonemo mladino.

## Izobraževanje
Hodil je v šolo Na Ledini, maturiral pa je leta 1933 na gimnaziji Poljane. Želel si je postati zdravnik, vendar se je zaradi tedanje nepopolne medicinske fakultete vpisal na kemijski oddelek, kjer je leta 1938 diplomiral kot kemijski inženir. Za eno leto po diplomiranju je odšel v Heidelberg, kjer je imel tudi nemško štipendijo. Ko je bil na ladijskem študijskem potovanju proti Norveški, je izbruhnila druga svetovna vojna. Ob povratku so ga priprli kot vohuna, za kar pa se mu je nacistična ovaduhinja tudi opravičila. Kot vsi tujci pa je tudi on moral zapustiti Heidelberg zaradi bližine francoske meje, zato se je vrnil domov.

## Vojaški rok
Vojaški rok je služil kot razvijalec eksploziva v Kruševcu, kjer je bil devet mesecev, pet mesecev pa je bil v Obilićevem. V Kruševcu je postal rezervni oficir. V Ljubljano se je vrnil leta 1940.

## Zaposlitev
V začetku leta 1941 je prevzel vodenje jeseniške železarne, ki se je takrat imenovala Kranjska industrijska družba. Tu je spoznal člane alpinističnega kluba, s katerimi je vsako nedeljo plezal.
Leta 1948 se je poročil in preselil v Ljubljano, kjer je postal znanstveni sodelavec Kemijskega inštituta.
Na poklicnem področju se je posvetil železarnam. Leta 1952 je odšel v Švico, ker Jugoslavija ni imela dovolj dobrega premoga za predelavo v koks. Delal je v švicarskem laboratoriju, kjer so zgradili poskusni plavž, a je namesto surovega železa pritekla lava. Zato so morali koks uvažati.
Leta 1957 je bil poslan v Tehniško visoko šolo v Zürichu. Dovoljenje za obisk v Švici je njegova družina dobila šele leta 1960, nakar so se tja preselili.

## Prosti čas
Njegov oče je bil vnet planinec, zato kot družina vsak vikend preživijo v Kamniških planinah. Od tu izvira tudi navdušenje, zaradi katerega je Mirko tudi sam postal alpinist. 
Aktiven športnik je ostal do leta 1999, ko si je zlomil glave golenice.

## Njegova dela
Leta 1938 je napisal diplomsko delo z naslovom Amilo – eritro kislinska hidroliza.
Leta 1955 pa je bil soavtor dela Premog revirja Raša v posameznih slojih. 